# Rio da Água Bòbò
O Rio da Água Bòbò é um curso de água do arquipélago de São Tomé e Príncipe, localizado no distrito de Água Grande, ilha de São Tomé. Este curso de água corre para Oeste até encontrar o mar frente à Ponta de São Marçal.